# Güney Dal
Güney Dal (Çanakkale, 1944) escritor turco-alemán padre de los actores Ceren Dal (1973) y Sophie Dal (1981).
Ha trabajado como periodista para el SFB.

## Premios
- 1976 Romanpreis des Verlages Milliyat (Istanbul)
- 1980 Literaturstipendium des Berliner Senats
- 1983 Literaturstipendium des Berliner Senats
- 1985 Literaturstipendium des Berliner Senats
- 1997 Adelbert-von-Chamisso-Preis